# Eriopyga aeruscans
Eriopyga aeruscans là một loài bướm đêm trong họ Noctuidae.